# كرايغ كوفمان
كرايغ كوفمان (بالإنجليزية: Craig Kauffman)‏ هو فنان أمريكي، ولد في 31 مارس 1932 في لوس أنجلوس في الولايات المتحدة، وتوفي في 9 مايو 2010 في انجلس في الفلبين.